# The Singh Brothers
The Singh Brothers est une équipe de catcheurs canadienne annoncée comme indienne et composée de deux frères dans la vraie vie, Gurvinder Sihra (né le 13 novembre 1984)  et Harvinder Sihra (né le 2 novembre 1987).
L'équipe était auparavant connue sous le nom de The Bollywood Boyz.

## Jeunesse
Gurvinder Sihra fait du taekwendo et est ceinture noire troisième dan. Avec son frère Harvindeer, ils font aussi partie de l'équipe de hockey sur glace. Gurvinder poursuit ses études après le lycée et obtient un diplôme en criminologie au Douglas College.

## Carrière

### Début de carrière
Gurvinder commence à s'entrainer auprès de Bruce Hart en 2004 et lutte sous le diminutif de Gurv Sihra dans des fédérations de Colombie-Britannique notamment à l'Elite Canadian Championship Wrestling (ECCW),. Son frère Harvinder le rejoint et s'entraine à l'école de catch de l'ECCW. Gurv participe aussi à un camp d'entrainement d'Harley Race en août 2007 et va à l'Ohio Valley Wrestling s'entrainer auprès de Rip Rogers en octobre de cette même année.
C'est à l'ECCW qu'ils commencent à se faire appeler les Bollywood Lions. Ils y deviennent champion par équipes de la ECCW le 18 mars 2011 après leur victoire dans un match à trois équipes comprenant El Phantasmo et Rick The Weapon X ainsi que les champions Danni Deeds et The Cremator.

### Ring Ka King (2011-2012)
Le 22 janvier 2012, ils battent RDX (Abyss et Scott Steiner) et remportent les RKK Tag Team Championship.

### Global Force Wrestling (2015-2016)
Ils deviennent les premiers GFW Tag Team Championship après leur victoire sur Adam Thornstowe et Luster The Legend le 23 octobre 2015 à Las Vegas

### World Wrestling Entertainment (2016-2021)

#### Cruiserweight Classic, 205 Live et The Bollywood Boyz (2016-2017)
Le 27 juillet lors du premier tour du le cruiserwiehg fdpClassic, Harv Sihra perd contre Drew Gulak et est éliminé du tournoi.
Ils font leurs débuts à 205 Live[Quand ?] sous le nom des Bollywood Boyz.

#### Alliance avec Jinder Mahal (2017-2019)
Ils font leurs débuts à SmackDown Live le 18 avril sous le nom The Singh Brothers en aidant Jinder Mahal à gagner un Six pack Challenge Match pour devenir le challenger numéro un au WWE Championship. Par la suite, ils aident Mahal a remporter le titre de la WWE lors de Backlash face à Randy Orton. Durant les mois suivants, ils interviennent dans les matchs de Jinder Mahal, afin de faire gagner ce dernier.

#### Blessure de Samir Singh (2018)
Lors de SmackDown Live le 16 janvier, Samir Singh se déchire les ligaments du genou en intervenant dans le match Bobby Roode vs Jinder Mahal (remporté par Roode), ce qui devrait l'éloigner des rings pendant une période de 6 à 9 mois, son frère Sunil Singh accompagne toujours Mahal.

#### Raw (2018-2019)
Le 16 avril à Raw, Sunil Singh et Jinder Mahal sont draftés à Raw.

#### Retour à 205 Live et départ (2019-2021)
Le 30 avril 2019 les Singh Brothers sont transférés à 205 Live et perdent contre The Lucha House Party. 
Fin 2019, les Singh Brothers remportèrent plusieurs fois le 24/7 Championship lors d'épisodes de Raw ou de live events.
Le 9 octobre 2020 à 205 Live, il est annoncé que les Singh Brothers étaient de retour sous leurs personnages des Bollywood Boyz.
Le 25 juin 2021, ils sont renvoyés de la WWE.

## Palmarès
- CanAm Wrestling
  - 1 fois CanAm Tag Team Champions
- Defy Wrestling
  - 1 fois Defy Wrestling Tag Team Champions (actuels)
- Elite Canadian Championship Wrestling
  - 5 fois ECCW Tag Team Champions
- Global Force Wrestling
  - 1 fois GFW Tag Team Champions (1er GFW Tag Team Champions)
  - GFW Tag Team Championship Tournament (2015)
- Real Canadian Wrestling
  - 1 fois RCW Tag Team Champions
- Ring Ka King
  - 1 fois RKK Tag Team Champions
- World Wrestling Entertainment
  - 4 fois WWE 24/7 Champion (Sunil Singh)
  - 5 fois WWE 24/7 Champion (Samir Singh)

## Récompenses des magazines
- Pro Wrestling Illustrated

| Année | 2012 | 2013 à 2015 | 2016 | 2017 | 2018       | 2019 |
| ----- | ---- | ----------- | ---- | ---- | ---------- | ---- |
| Rang  | 288  | Non classé  | 409  | 240  | Non classé | 240  |

| Année | 2012 | 2013 à 2015 | 2016 | 2017 | 2018       | 2019 |
| ----- | ---- | ----------- | ---- | ---- | ---------- | ---- |
| Rang  | 292  | Non classé  | 405  | 236  | Non classé | 236  |